# Cerastium scaposum
Cerastium scaposum là loài thực vật có hoa thuộc họ Cẩm chướng. Loài này được Boiss. & Heldr. mô tả khoa học đầu tiên năm 1849.